# Buchans
Buchans är en ort i Kanada.   Den ligger i provinsen Newfoundland och Labrador, i den östra delen av landet, 1 500 km öster om huvudstaden Ottawa. Buchans ligger 273 meter över havet och antalet invånare är 696. Den ligger vid sjön Buchans Lake.
Terrängen runt Buchans är platt åt nordväst, men åt sydost är den kuperad. Trakten runt Buchans är nära nog obefolkad, med mindre än två invånare per kvadratkilometer..